# 钱天一
錢天一（2000年1月23日—），江苏人，中國女子乒乓球運動員，2018年世界青少年乒乓球錦標賽女子單打金牌得主、2021年世界乒乓球錦標賽女子雙打銅牌得主。